# Данилова, Нина Петровна
Нина Петровна Данилова (8 мая 1947, Успенка, Алтайский край — 14 марта 2025, Барнаул) — российский политический деятель, депутат Государственной Думы ФС РФ второго и пятого созыва (2007—2011).

## Биография
Родилась 8 мая 1947 года в Алтайском крае.
В 1974 году окончила Всесоюзный заочный финансово-экономический институт, в 1987 году — Новосибирскую высшую партийную школу.
Трудовую деятельность начала в 1966 году на швейной фабрике в г. Горняке, где прошла трудовой путь от расчётчика до старшего экономиста. С 1979 года — на партийной работе в Локтевском райкоме КПСС в должности инструктора, заведующего отделом. С 1983 года — инструктор орготдела в Алтайском крайкоме КПСС, первый секретарь Центрального райкома КПСС г. Барнаула.

### Депутат госдумы
Избиралась депутатом Алтайского краевого Законодательного Собрания, депутатом Государственной Думы второго созыва, краевого Совета народных депутатов[когда?].
20 июля 2011 года вновь стала депутатом ГД (на этот раз пятого созыва), получив освободившийся мандат Алексея Багарякова, который покинул Думу в качестве депутата КПРФ от Алтайского края и перешёл на работу в Свердловскую администрацию заместителем губернатора.
Скончалась 14 марта 2025 года в Барнауле.